# Ityphilus lilacinus
Ityphilus lilacinus är en mångfotingart som beskrevs av Cook 1899. Ityphilus lilacinus ingår i släktet Ityphilus och familjen Ballophilidae.
Artens utbredningsområde är:
- Bahamas.
- Kuba.

Inga underarter finns listade i Catalogue of Life.